# 暴顕
暴 顕（ぼう けん、503年 - 568年）は、中国の北魏末から北斉にかけての軍人。字は思祖。本貫は魏郡斥丘県。

## 経歴
北魏の恒州刺史・左衛将軍の暴誕の子として生まれた。騎射を得意とし、孝荘帝の狩猟に参加して、1日のうちに禽獣73匹を仕留めた。中興元年（531年）、襄威将軍・晋州車騎府長史に任ぜられた。高歓による信都での起兵に参加し、中堅将軍・散騎侍郎・帳内大都督となり、安東将軍・銀青光禄大夫を加えられ、屯留県開国侯の爵位を受けた。東魏の天平2年（535年）、渤海郡太守となった。元象元年（538年）、雲州大中正をつとめ、武衛将軍を兼ね、鎮東将軍を加えられた。元象2年（539年）、大都督・北徐州刺史となった。武定元年（543年）、高歓の下で邙山の戦いに参加し、河橋鎮を守り、中潬城に拠った。武定2年（544年）、征南将軍・広州刺史に任ぜられた。武定5年（547年）、侯景が河南でそむくと、暴顕は侯景に誘い出されて、捕らえられた。東魏の慕容紹宗らが侯景を追撃し、侯景が渦陽に撤退すると、暴顕は慕容紹宗に降った。武定6年（548年）、暴顕は太府卿となった。高澄の下で王思政を潁川に攻撃し、潁州刺史に任ぜられた。武定7年（549年）、鄭州刺史に転じた。武定8年（550年）、驃騎将軍の号を加えられ、爵位は公に進んだ。天保元年（同年）、北斉が建国されると、鄭州刺史のまま、衛大将軍の位を加えられた。天保3年（552年）、清河王高岳とともに歴陽を襲撃して落とした。財貨を隠匿した罪で、鄭州刺史を解職された。処分が終わらないうちに、合肥が梁軍に包囲されたため、歩大汗薩や慕容儼らとともに梁の北徐州を攻め、刺史の王強を捕らえた。梁の秦州刺史の厳超達と涇城で戦い、これを撃破した。天保5年（554年）、儀同三司の位を受けた。高岳とともに南方の漢水に進出し、梁の楚州に攻め下り、刺史の許法光を捕らえた。梁の蕭循や侯瑱らが慕容儼を郢州で包囲すると、暴顕は水軍大都督となり、灄口から長江に入って慕容儼を救援した。凱旋すると、開府儀同三司の位を加えられた。乾明元年（560年）、車騎大将軍に任ぜられた。皇建元年（同年）、楽安郡開国公に改封された。皇建2年（561年）、趙州刺史となった。河清元年（562年）、洛州刺史に転じた。河清2年（563年）、朔州刺史となった。天統元年（565年）、特進・驃騎大将軍の位を加えられ、定陽王に封ぜられた。天統4年（568年）、66歳で死去した。

## 伝記資料
- 『北斉書』巻41 列伝第33
- 『北史』巻53 列伝第41